# Xoriguers de la UdG
Els Xoriguers de la UdG són una colla castellera universitària de la Universitat de Girona, reconeguda per la Coordinadora des de 2012.
La colla va ser fundada el 1998 per un grup d'estudiants. Està formada íntegrament per membres de la comunitat universitària a Girona: estudiants, professorat i membres del personal d'administració i serveis.
Fins avui dia, les màximes fites assolides han sigut el 3 de 7 descarregat durant la temporada 2006-2007, el primer 4 de 7 descarregat a la temporada 2010-2011, el 2 de 7 amb folre descarregat el 16 de maig de 2013 en el transcurs de la Diada Xoriguera, el pilar de sis amb folre descarregat l'any 2014 i el primer 4 de 7 amb el pilar descarregat el 14 de maig del 2015, assolint la millor diada de la història de la colla i tres castells de set en una mateixa actuació per primera vegada (3de7, 4de7a, 4de7 i Pde6f). El color de la camisa és el blau elèctric.